# Малоремизенский сельсовет
Малоремизенский сельсовет — сельское поселение в Тоцком районе Оренбургской области Российской Федерации.
Административный центр — село Малая Ремизенка.

## История
Статус и границы сельского поселения установлены Законом Оренбургской области от 2 сентября 2004 года № 1424/211-III-ОЗ «О наделении муниципальных образований Оренбургской области статусом муниципального района, городского округа, городского поселения, установлении и изменении границ муниципальных образований».

## Население
| 2010 | 2012 | 2013 | 2014 | 2015 | 2016 | 2017 |
| ---- | ---- | ---- | ---- | ---- | ---- | ---- |
| 498  | ↗501 | ↘467 | ↘425 | ↘406 | ↘388 | ↘376 |
| 2018 | 2019 | 2020 | 2021 |      |      |      |
| ↘370 | ↘352 | ↘342 | ↘324 |      |      |      |

## Состав сельского поселения
| № | Населённый пункт  | Тип населённого пункта       | Население |
| - | ----------------- | ---------------------------- | --------- |
| 1 | Большая Ремизенка | село                         | 52        |
| 2 | Малая Ремизенка   | село, административный центр | 377       |
| 3 | Мулюково          | село                         | 69        |